# Шамаш-шум-укин
Ша́маш-шум-уки́н (аккад. Šamaš-šuma-ukīn: «Шамаш упрочил потомство») — царь Вавилонии приблизительно в 668—648 годах до н. э.

## Биография

### Шамаш-шум-укин назначен царём Вавилона

Ассирийская держава

Ещё при жизни Асархаддон назначил Ашшурбанапала наследником ассирийского престола, а Шамаш-шум-укина, своего сына от вавилонянки, поставил царём Вавилона. Ашшурбанапал нигде не подчеркивает, что он является старшим. Если бы это было так, то он не преминул бы на это опереться, ибо существующее ассирийское законодательство обосновывало преимущественные права на наследство именно старшего из сыновей. Шамаш-шум-укин нигде не воздаёт брату за его старшинство, но употребляет термин «аху талиму», что значит «брат близнец» или «брат равный». Точно такой же термин употребляет и Ашшурбанапал в своих надписях. Скорее всего, они не имели друг перед другом возрастных преимуществ, и вопрос престолонаследника решался отчасти влиянием их матерей на отца, а главным образом проассирийской и провавилонской партиями. В мае 670 года до н. э. Асархаддон назначил Шамаш-шум-укина наследником вавилонского престола, равным по рангу с Ашшурбанипалом, наследником ассирийского престола.
После смерти Асархаддона бабка Ашшурбанапала Закуту решительно взялась за приведение населения к присяге молодому царю. Особое внимание было обращено на приведение к присяге Шамаш-шум-укина, которого предполагали сделать не царём Вавилона, а лишь подданным ассирийского царя. В Вавилоне прокатилась волна протестов, но вавилонян силой заставили присягнуть царю Ассирии. Но все же Ашшурбанапалу пришлось отступить перед оппозицией. Всю зиму и весну 668 года до н. э. Ашшурбанапал колебался, он запрашивал оракула бога Шамаша: «должен ли Шамаш-шум-укин взять руку великого господина бога Мардука, в городе?», «следует ли вернуть бога Мардука из Ашшура в Вавилон?»; в обоих случаях оракул дал утвердительный ответ. В месяце айару (апрель/май) Ашшурбанапал решил, наконец, выполнить отцовскую волю, и назначил Шамаш-шум-укина царём Вавилона, в связи с чем 16 айару в Вавилон была возвращена статуя бога Мардука и других вавилонских богов, находившиеся в Ассирии с 689 года до н. э. 13 мая (по другим источникам 12 июня) Шамаш-шум-укин торжественно короновался в храме Мардука царём Вавилона.

### Шамаш-шум-укин стремится поднять свой авторитет в глазах вавилонян
Шамаш-шум-укин получил в управление лишь Северную Вавилонию, а на юге Ашшурбанапал сохранил для равновесия под своим контролем самостоятельные халдейские княжества и Приморскую страну. Хотя южные города Урук, Ур, Эреду и другие входили формально в царство Шамаш-шум-укина, но на самом деле Ашшурбанапал держал там свои воинские силы и, по-видимому, полностью распоряжался в них. Он сообщает в своих анналах: «Я назначил Шамаш-шум-укина на царствование в Вавилоне, изготовил и дал ему всё положенное для украшения царского сана, собрал и вручил ему солдат, коней, колесницы, умножил города, поля, сады, людей, обитавших в них, и более, чем повелел отец, мой родитель, дал ему».
Вступив на трон, Шамаш-шум-укин стремился создать себе авторитет в глазах вавилонского жречества и граждан. Он обновил вавилонские храмы, построил святилище Набу, восстановил крепостную стену в Сиппаре. Был восстановлен на правах государственного — шумерский язык. Одновременно Шамаш-шум-укин укреплял свою власть, истребляя мятежные элементы. Вавилонская хроника кратко повествует о поимке и убийстве в первый год его правления некого вавилонянина Бел-этира (букв. «Владыка спас»).

### Мирное сосуществование Шамаш-шум-укина с Ашшурбанапалом
В первое время отношения между Ассирией и Вавилонией носили мирный характер. Ашшурбанапал, вероятно, помог Шамаш-шум-укину в формировании войска. Он восстанавливал храмы на территории Вавилонии (Эсагила в Вавилоне, Эбарра в Сиппаре и др.), приносил жертвы вавилонским богам Шамашу, Мардуку, Иштар-Инанне. Шамаш-шум-укин, со своей стороны, в надписях не уставал восхвалять своего брата. На стенах в вавилонских храмах оба брата изображались несущими на головах корзины со строительным материалом, восхвалялась их строительная деятельность.
В одном письме Шамаш-шум-укин уверяет Ашшурбанапала, что раскрыл преступление некого Син-балатсу-икби, которое угрожало жизни их обоих. Причём из текста явствует, что преступник был каким-то близким к Ашшурбанапалу лицом, а находился в Вавилоне.

### Вторжение эламитов
Царь Элама Уртаки, которого беспокоило усиление Ассирии и, кроме того, который не желал отказываться от своих давних притязаний относительно Вавилонии, нарушил мир. В 665 году до н. э. в союзе с правителем Гамбулу (одного из самых могущественных арамейских княжеств в Вавилонии) Бел-икишем и ассирийским наместником в Приморье Набу-шум-эрешем (букв. «Набу потомство пожелал»), Уртаки неожиданно ворвался в южные окраины Вавилонии и даже подошёл к самому Вавилону, где стал лагерем. Положение осложнялось тем, что ассирийская армия в это время находилась на западных границах империи.
Шамаш-шум-укин послал гонца к брату с просьбой о помощи. Ашшурбанапал двинул войска в Месопотамию. Узнав об этом Уртаки и мятежные князья сняли осаду Вавилона и начали отступление к границе Элама. Ассирийцы догнали их на границе и нанесли им поражение. Победа ассирийцев не была решающей и, в принципе, война 665 года до н. э. не принесла существенных результатов ни той ни другой стороне, однако в том же году Уртаки и предводители восставших «внезапно» умерли. Видимо, они были устранены с помощью ассирийской секретной службы.

### Шамаш-шум-укин создаёт антиассирийскую коалицию
Между тем, Шамаш-шум-укин, желая добиться полной самостоятельности, в короткий срок создал широкую антиассирийскую коалицию. В состав этой коалиции вошли Элам, ряд халдейских и арамейских княжеств Вавилонии (Приморье, Бит-Синмагир, Пукуду и др.), а также западно-иранские княжества (в том числе Мидия и Парсумаш (Персида). На западе к коалиции присоединились арабы (Арибу, Кидри и, в меньшей степени, Набайатэ), некоторые финикийские города (Тир, Акко, Арвад и др.) и Иудея. Кроме того, Шамаш-шум-укин, по-видимому, вступил в союзные отношения с Египтом и Лидией.
Первым поднялся запад. Завершая борьбу за освобождение Египта от власти Ассирии, Псамметих I в 654 году до н. э. вывел свои войска за пределы страны и подступил к Ашдоду, в то время бывшему ассирийским наместничеством. Одновременно в союзе с Египтом выступила Лидия, порвавшая узы подчинения и вообще дипломатические отношения с Ассирией. Тогда же или чуть позже в 653 году до н. э. против Ассирии начала борьбу Мидия, названная в летописи Ашшурбанапала древним термином «страна Гутиум». Тир и Арвад, разгромленные совсем недавно в 660 году до н. э., тоже, по-видимому, жаждали мщения, но сил у них было, видимо, мало. Поэтому об участии Сирии и Финикии в мятеже Шамаш-шум-укина говорится как-то вскользь.

### Восстание Шамаш-шум-укина
Весной 652 года до н. э. Шамаш-шум-укин снарядил почетное посольство в Ниневию для воздания почестей Ашшурбанапалу. Под этим благовидным предлогом он выпроводил из Вавилона главарей проассирийской группировки и поднял восстание. Одновременно с Вавилоном выступили и арабские союзники Шамаш-шум-укина. В начале Уайатэ, сын Бир-дадда, царь Ариби отказался слать дань Ассирии, затем он стал нападать на подчиненные ей земли. Судя по названиям, это были южно-палестинские и южно-ассирийские области. Одновременно было послано войско под командованием братьев военачальников Абийатэ и Айаму, сыновей Тэри, на помощь Вавилону. В то же время восстал и правитель княжества Кидри (Кедар) Аммулади. Он начал войну с некоторыми сирийскими княжествами, очевидно, верными Ашшурбанапалу. И, наконец, посильную помощь взялся оказать царь Набайатэ (набатеев) Натну.
Вместе с Вавилоном восстание начали Сиппар, Борсиппа и Ниппур, но многие вавилонские города, в том числе Куту, Урук и Ур, отказались поддерживать Шамаш-шум-укина, и сохранили верность Ассирии. На стороне последней остались также крупные халдейские княжества Средней Вавилонии Бит-Амуккани и Бит-Даккури. А что касается Элама и халдеев Приморья, то они выжидали, и готовились к борьбе. Таким образом, одновременного выступления союзников против Ассирии не произошло и это с самого начала серьёзно ослабило восстание. Тем не менее, Шамаш-шум-укин действовал быстро и энергично, не дожидаясь, когда Ашшурбанапал соберёт силы. Он овладел Куту и очистил от ассирийских гарнизонов всю Северную Вавилонию. А в Элам был послан Набу-ката-цабату из халдейского княжества Бит-Синмагир, «человек Шамаш-шум-укина», целью которого было подстрекательство эламитов к восстанию против Ассирии.

### Первые успехи ассирийцев
Между тем, обратившись к киммерийцам, ассирийцы заручились их помощью в борьбе с Лидией. Под ударами киммерийцев, в 652 году до н. э. занявших всю страну, столицу Сарды и не смогших взять только неприступный акрополь. Лидия была вынуждена капитулировать. Гигес пал в сражении, а его сын и наследник Ардис немедленно признал владычество Ассирии.
В апреле 651 года до н. э. под Вавилон прибыла ассирийская армия. Шамаш-шум-укин потерпел поражение у стен Вавилона и отступил в город. На подступах к Вавилону было разбито и войско арабов, под командованием Абийатэ и Айаму, спешивших для соединения с восставшими. Разбитые и рассеянные арабы также укрылись в Вавилоне.

### Помощь восставшим со стороны эламитов и халдеев
Положение для восставших сложилось критическое, но в это время, получив от Шамаш-шум-укина, в качестве платы за помощь, сокровища вавилонской Эсагилы, в войну вступил эламский царь Хумбан-никаш II (ассир Умманигаш). Эламиты вторглись в Вавилонию и осадили Урук. Шамаш-шум-укин захватил город Куту и увёз статую его бога Нергала в Вавилон (семнадцатый год правления Шамаш-шум-укина — 651/650 год — в девятый день вставочного месяца улулу).
Правитель Приморья Набу-бел-шумате, внук Мардук-апла-иддина II на первых порах пытался поладить с Ашшурбанапалом и получил от него даже какие-то владения в Халдее, но во время восстания Шамаш-шум-укина он отпал от Ассирии и сбежал к эламскому царю, захватив обманным путём ассирийский отряд, предоставленный ему Ашшурбанапалом. В Эламе часть этого отряда была заключена в темницу. Халдеи Набу-бэл-шумате выступили на стороне Шамаш-шум-укина, вторглись в Вавилонию и осадили Ур. Жители города, не получив помощь от Ассирии и доведенные осадой до людоедства, сдались. С потерей Ура ассирийцы лишились почти всей Южной Вавилонии. Теперь в их руках остался только Урук, крупный и хорошо укрепленный город, который мешал объединению сил Шамаш-шум-укина, Набу-бел-шумате и эламитов. Вокруг него развернулась напряженная борьба. Здесь решался исход компании 651 года до н. э. В битве при Баб-Саме ассирийцы снова разбили Шамаш-шум-укина и не позволили ему соединиться с эламитами.
В феврале 650 года до н. э. ассирийцы взяли Ниппур, а затем в сражении при Мангиси, близ Дера нанесли поражение армии эламского царя Хумпанникаша. Ещё более крупного успеха достигла секретная ассирийская служба. Она организовала в Эламе государственный переворот. Хумпанникаш и его родные были убиты, а престол захватил Таммариту. Элам на время был парализован и выведен из борьбы.

### Разгром западных союзников Шамаш-шум-укина
Действовавшие на западном фронте ассирийские войска, в союзе с некоторыми оставшимися ему верными, наместничествами Сирии и Финикии и государством Моав, нанесли ряд ударов по арабским княжествам. Сопротивление арабов фактически было подавлено. После чего ассирийцы, самым неожиданным и неудобным путём, с юго-востока, через союзный им Моав, вступили в пределы Иудеи. Иудейский царь Манассия был взят в плен и уведён в Ниневию, где посажен в темницу, но через время он был выпущен на свободу за огромный выкуп и восстановлен на троне. Египетский фараон Псамметих I, когда ассирийская армия стала угрожать ему заходом в тыл, вынужден был оставить Ашдод и отступить в Египет. Таким образом, восстание на западе было практически ликвидировано.

### Ассирийцы осаждают Вавилон, Борсиппу, Сиппар и Куту
Весной 650 года до н. э. ассирийцы осадили Вавилон, Борсиппу, Сиппар и Куту. На юге борьбу с халдеями вёл Бел-ибни, один из крупнейших политических и военных деятелей того времени. Халдей по происхождению, Бел-ибни находился на ассирийской службе и отличился при защите Урука. В апреле 650 года до н. э. Ашшурбанапал назначил его наместником Приморья, поручив ему борьбу с Набу-шумате. Последний, потерпев несколько поражений и потеряв остров Дильмун (Бахрейн), где хранились его сокровища, вынужден был покинуть Приморье и уйти в Элам. Отсюда он повёл против Бел-ибни партизанскую войну.

### Ассирийцы ликвидируют эламскую угрозу
Весной 649 года до н. э. Элам оправился от потрясений, вызванных поражениями Хумбан-никаша II и переворотом, и снова вступил в войну. Войска Таммариту вторглись в Среднюю Вавилонию, где ассирийской армией командовал вавилонянин Мардук-шарру-уцур. Но в это время в Эламе произошёл новый переворот, и престол захватил некий Индабигаш. Разбитый Индабигашем, Таммариту со своими братьями, родственниками и кучкой приближенных бежал морем, но попал в плен к Бел-ибни. Тот отправил пленников в Ниневию. Ассирийцы заключили с новым эламским царём мир.

### Взятие Куты, Сиппара и Борсиппы
Шамаш-шум-укин и вавилоняне оказались в полной изоляции. Ассирийской армией осаждающей Вавилон, Борсиппу, Сиппар и Куту командовал вавилонянин Мардук-апла-иддин. Сперва он овладел Кутой, тем самым обезопасив свой осадный лагерь от нападений с тыла. Вслед за Кутой пал Сиппар. Летом 648 года до н. э. ассирийцы взяли Борсиппу. Её граждане, замешанные в организации восстания, сами покончили с собой.

### Падение Вавилона. Смерть Шамаш-шум-укина
Положение Вавилона к осени 648 года до н. э. стало безнадежно. Запасы провианта в Вавилоне начали истощаться. Цены на зерно возросли в 60 раз против обычного времени и обычной официальной цены зерна. В городе начались эпидемии и людоедство. В деловом документе, составленном в городе в ноябре 650 года до н. э., читаем: «В эти дни в стране были голод и нужда, и даже мать не открывала двери своей дочери». Через год, в декабре 649 года до н. э., в документах делались такие пометки: «В эти дни город был осаждён, и в стране были голод и нужда, народ умирал от недостатка пищи». По свидетельству Ашшурбанипала, вавилоняне «из–за голода ели мясо своих сыновей и дочерей, жевали кожаные ремни, — умирали от чумы, нужды и голода», а арабы, «которые вступили в Вавилон, из–за нужды и голода ели мясо друг друга».
Не желая попасть живым в плен к Ашшурбанапалу, Шамаш-шум-укин поджёг царский дворец и бросился в огонь. Его примеру последовали жена и ближние друзья. Заметив в городе пожар, Мардук-апла-иддин повёл ассирийцев на штурм. Нападавшие ворвались в город и подвергли его жесточайшему грабежу, не щадя даже храмы, несмотря на то, что Ашшурбанапал строго запретил их трогать.
Беспощадный террор обрушился на активных сторонников Шамаш-шум-укина. У одних были вырваны языки, а затем их казнили, других разрезали на куски и бросили в ров, отдав на съедение псам, диким зверям, хищным птицам. Остальным жителям Вавилона, Сиппара, Борсиппы, Куты, царь даровал прощение и жизнь, но все их прежние права и вольности были уничтожены, и они были обложены данью и поземельными налогами, также как и население в других подвластных царю провинциях. Останки Шамаш-шум-укина и его супруги по приказу Ашшурбанапала были преданы погребению в специально подготовленном склепе. Царём Вавилона был провозглашён Кандалану.